# Oetewalerbrug
De Oetewalerbrug (brug nr. 189) is een vaste brug in Amsterdam-Oost.
Zij overspant de Ringvaart van de Amsterdamse Watergraafsmeer. Ze zorgt voor de verbinding tussen de Linnaeusstraat, tot 1878 Oetewalerweg, en de Middenweg in de vroegere Overamstelse Polder met de droogmakerij Watergraafsmeer.
Tot 1896 lag de brug op de grens tussen de gemeenten Nieuwer-Amstel en Watergraafsmeer. In 1896 bij de annexatie van het noordelijke deel van Nieuwer-Amstel lag de brug op de grens tussen Amsterdam en de Watergraafsmeer. Bij de annexatie van de Watergraafsmeer door Amsterdam in 1921 lag de brug geheel in Amsterdam. Aan de zuidwestkant ligt het rijksmonument Rechthuis Watergraafsmeer.
Rond 1770 lag hier al een welfbrug, getuige een tekening van Jacobus Kops Goedschalksz., maar vermoedelijk was dat al een vervanging van een andere brug. Ook Gerrit Lamberts legde de brug vast in 1817. Vervolgens kwam er een vervaarlijke ophaalbrug, die tot 1924 zou functioneren. Deze werd toen vervangen door een brede verkeersbrug van de pen van het bureau rondom architect Piet Kramer van de Publieke Werken. Deze kwam met een plaatbrug in de stijl van de Amsterdamse School. De brug had een behoorlijke breedte nodig want al vanaf 1881 reed de Gooische Stoomtram (tot 1939) en vanaf 1940 tramlijn 9 die op 22 juli 2018 werd vervangen door tramlijn 19. Bovendien nam het verkeer toe, zeker als op de sportvelden in de Watergraafsmeer wedstrijden van RAP werden gehouden. Niet alleen de brug werd verbreed, maar ook de Middenweg zelf. Voor de aanleg verdween het tolhuisje bij de brug, hetgeen voortaan een vrije doortocht naar RAP garandeerde. De brug kreeg de vorm van een brede duiker met bakstenen wanden met natuurstenen blokjes. Het geheel wordt gedragen door een houten paalfundering, de overspanning is van stalen liggers, er is voorts gewapend beton en natuursteen verwerkt. Ook beeldhouwwerken ontbreken hier niet, deze zijn hier niet van Hildo Krop maar van Adrianus Remiëns en hebben de vorm van zeemonsters. De brug kostte destijds 105.000 gulden. Op 31 januari 1925 verrichtte wethouder Joannes ter Haar de opening.
De brug is vernoemd naar het dorp Oetewaal dat al in 1387 bestond en lag aan de Zeedijk nabij de Muiderpoort. Bij de vierde uitleg in 1658 werd het dorp door Amsterdam geannexeerd en verdween. Die naam van de brug is niet op een metalen plaat vermeld, zoals gebruikelijk, maar uitgehakt uit een stuk natuursteen in de borstwering. Dat “kunstwerk” zou van later datum (1958) zijn dan de brug; de letters zijn ook niet gemodelleerd naar de Amsterdamse Schoolstijl. De buurt kent de brug als Hemabrug, vernoemd naar de nabijgelegen HEMA. 
Eind 2018 werd geconstateerd dat de brug versleten was en per 18 december 2018 werd zwaar verkeer van de brug geweerd waarbij ook bus 41 buiten de stad uit moest omrijden tot ten minste 2020.
 Dat levert soms hachelijke situaties op, want noch de Middenweg, noch de Linnaeusstraat heeft de breedte om een lange vrachtauto te laten omdraaien en de plaatselijke kades zijn te zwak om zware voertuigen te dragen. De tram die niet kan uitwijken en ook voor de bereikbaarheid van de hoofdwerkplaats, moet haar snelheid aanpassen en de brug stapvoets passeren. De fundering bleek aangetast te zijn door bacteriën. In 2019 is de brug voorlopig versterkt maar er is nog niet besloten wat er met de brug gaat gebeuren, renoveren of het plaatsen van een hele nieuwe brug.

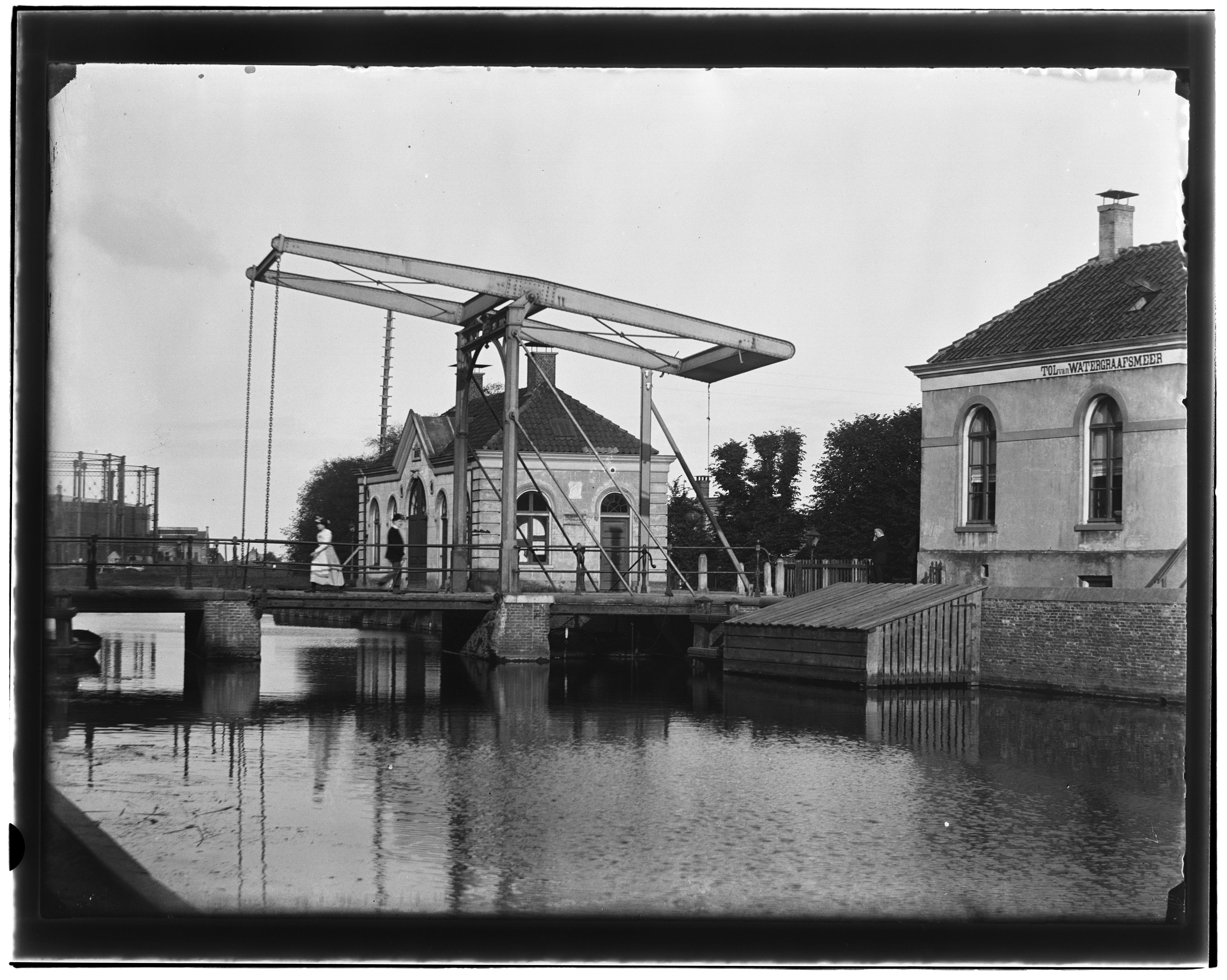
De ophaalbrug door Jacob Olie vastgelegd in 1894 met rechtshuis en tolhuis
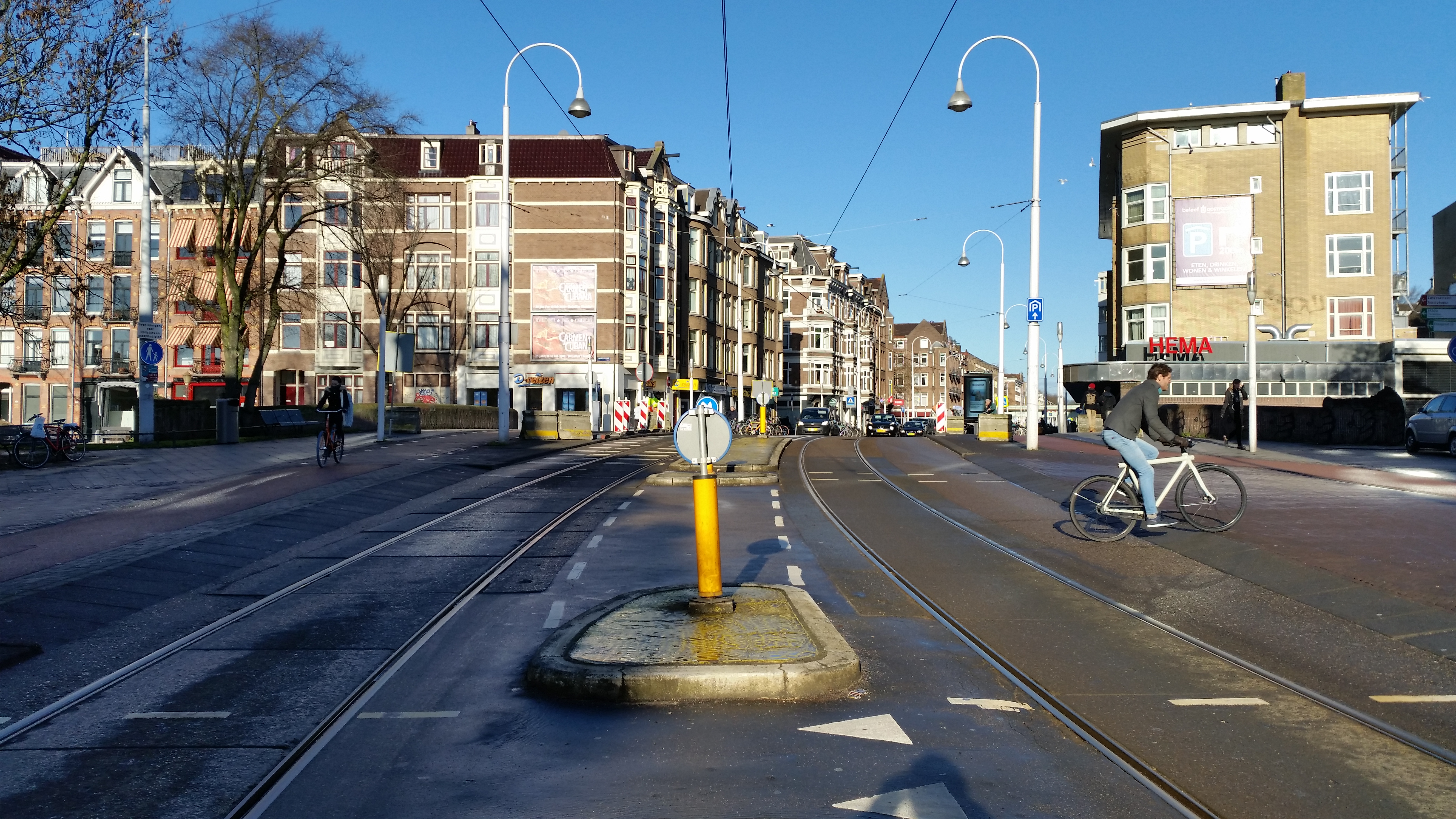
Overzichtsfoto brug 189 met afzettingen en HEMA (februari 2019)
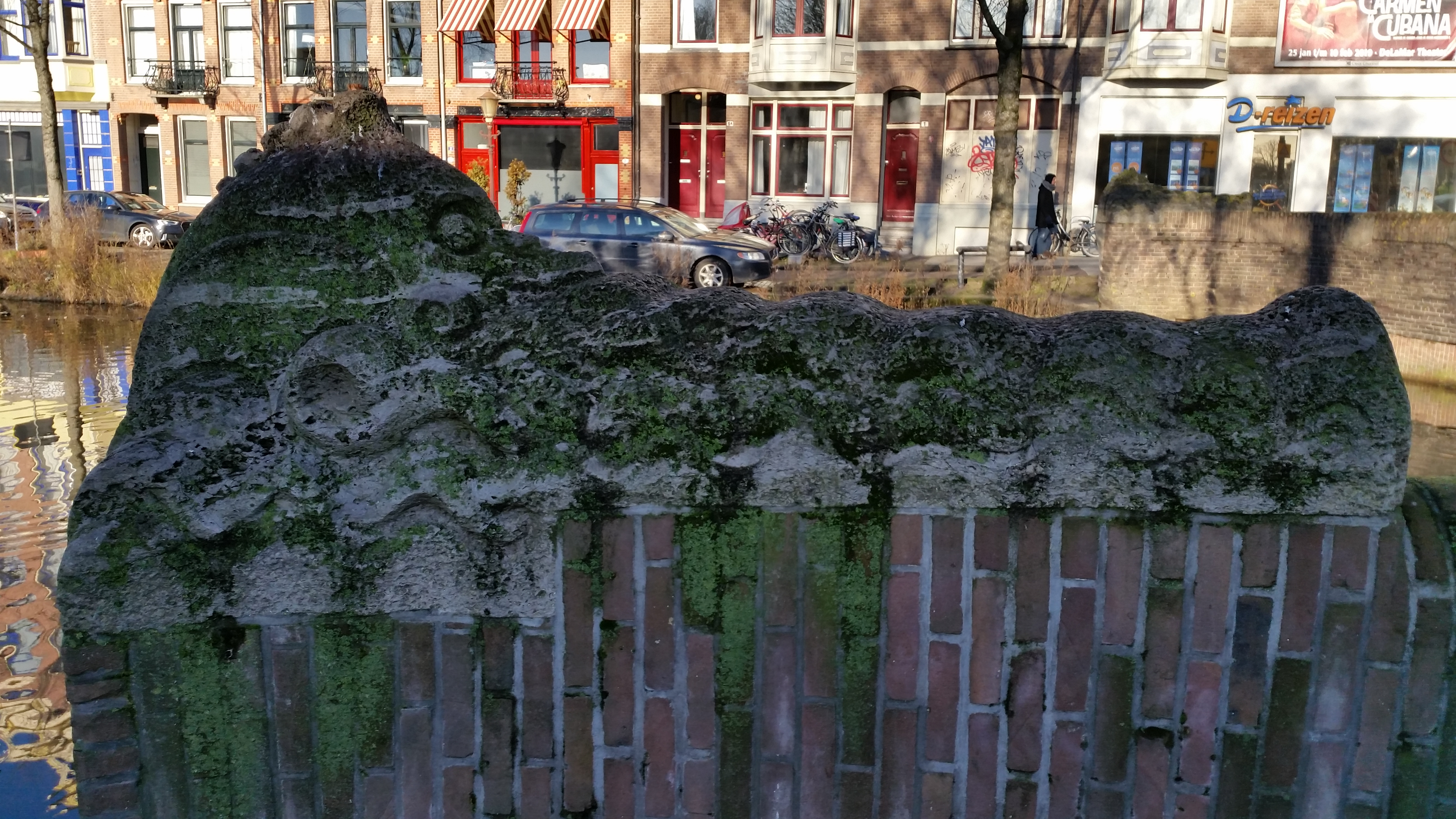
Een beeld van Remiëns, geheel verweerd (februari 2019)

<<< · 100 · 101 · 102 · 103 ·  105 · 106 · 107 · 108 · 109 ·  110 · 111 · 112 · 113 · 114 · 115 · 116 · 117 · 118 · 119 · 120 · 121 · 122 · 123 · 124 · 125 · 126 · 127 · 128 · 129 · 130 · 131 · 132 · 135 · 136 · 137 · 138 · 139 · 140 · 141 · 142 · 143 · 144 · 145 · 146 · 147 · 148 · 149 ·  150 · 151 · 152 · 155 · 156 · 159 · 160 · 161 · 162 · 163 · 164 · 165 · 166 · 167 · 168 · 169 ·  170 · 171 · 172 · 173 · 174 · 175 · 176 · 177 · 178 · 179 · 180 · 181 · 182 · 183 · 184 · 185 · 186 · 187 · 189 · 190 · 191 · 192 · 193 · 194 · 195 · 196 · 198 · 199 · >>>
Brugnummers 104, 133, 134, 153, 154, 157, 158, 188 en 197 zijn niet (meer) in gebruik.